# إريك كمبكا
إريك كمبكا (16 سبتمبر 1910)   - 24 يناير 1975) كان عضوا في قوات الأمن الخاصة في ألمانيا النازية الذي شغل منصب سائق أدولف هتلر الأساسي من 1934 إلى أبريل 1945. كان حاضراً في منطقة مستشارية الرايخ في 30 أبريل 1945، عندما أطلق هتلر النار على قبو الفوهرر. قام كيمبا بإحضار البنزين إلى الحديقة خلف مستشارية الرايخ حيث تم حرق رفات هتلر وإيفا براون.

## حياته
ولد كيمبا في 16 سبتمبر 1910 في أوبرهاوزن لعامل منجم مع عشرة أطفال. كان أجداد الأب كيمبا رور بولس.  كان يعمل ميكانيكيًا لشركة دي كاي دبليو لصناعة السيارات. 

## وظيفيته

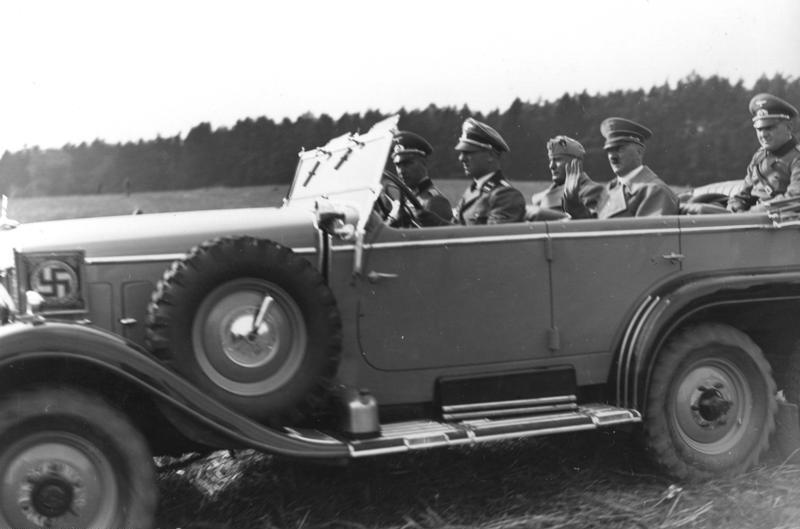
كيمبا يقود بهتلر وبينيتو موسوليني في سبتمبر 1937

انضم كيمبكا إلى الحزب النازي في 1 أبريل 1930 كعضو # 225,639. خدم كيمكا سائقًا لجوزيف تيربوفن حتى 29 فبراير 1932، عندما تم تكليفه بناءً على توصية تيربوفن كسائق احتياطي للوفد المرافق لهتلر الشخصي. 
أصبح أحد الأعضاء الأصليين في فريق مؤلف من ثمانية رجال يُعرف باسم بيجليتكوماندو دس فوهررس، والتي أصبحت فيما بعد معروفة باسم Führerbegleitkommando (FBK).  تم تكليف الوحدة بحماية حياة هتلر.  في عام 1934، كان حاضراً في اعتقال إرنست روم. في عام 1936، مع وفاة يوليوس شريك، أصبح السائق الرئيسي لهتلر.

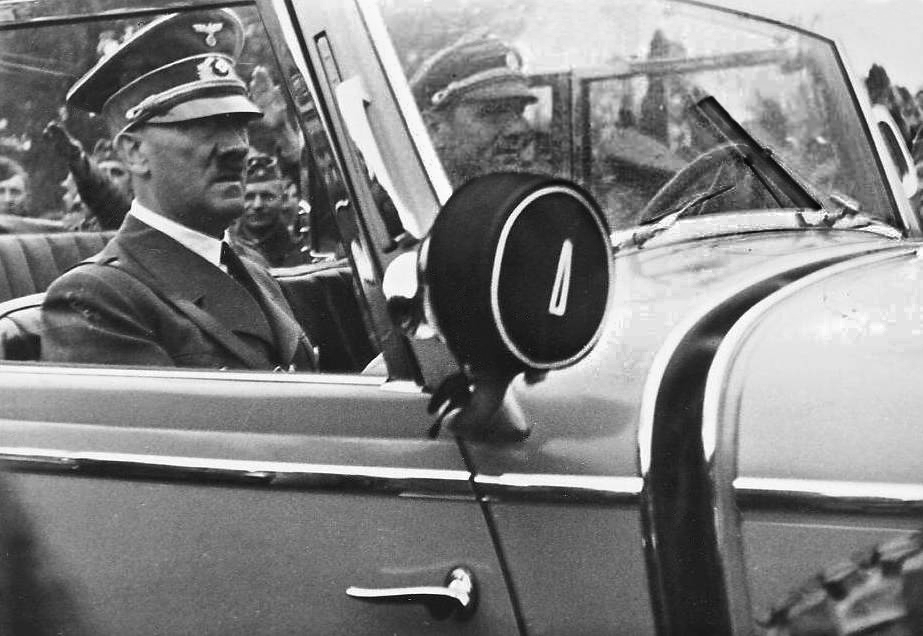
هتلر وكمبكا في مرسيدس دبليو31 - سبتمبر 1939، بولندا

كما يقود سائقه كيمبا عادة واحدة من سيارات مرسيدس هتلر السوداء من أسطول مكون من ستة إلى ثمانية كانت متمركزة في برلين وميونيخ وأماكن أخرى. ما لم يكن بصحبة شخص مهم، كان هتلر يجلس في المقدمة، بجانب كمبكا، مع خادم خلفه.  عند السفر في موكب السيارات، ستتبع سيارة هتلر بسيارتين إلى اليسار واليمين، واحدة مع رجال مرافقة الفوهرر والآخرى مع مفرزة من رجال Reichssicherheitsdienst (جهاز أمن الرايخ؛ RSD).  علاوة على ذلك، ستكون هناك سيارة مع مساعديه وطبيبه، والمزيد من السيارات لممثلي وكالة الصحافة والمصممين والأحكام. في وقت لاحق من شهر يوليو عام 1938، بناءً على توجيهات كمبكا، تم بناء سيارة مرسيدس مطلية بالكامل وتم تسليمها في الوقت المناسب بمناسبة عيد ميلاد هتلر الخمسين في 20 أبريل 1939. كانت دروع السيارة بسمك 18مم و40 مم زجاج مقاوم للرصاص.  
في 1 ديسمبر 1937، انضم كيمبكا إلى ليبينزبورن. حصل على جائزة Totenkopfring وSS Honor Sword من هاينريش هيملر.  في وقت واحد، كان كمبكا مخطوبًا من غيردا كريستيان، السكرتيرة الخاصة بهتلر. تزوجت لاحقًا من ضابط لوفتفافه إيكارد كريستيان في 2 فبراير 1943. 

### برلين 1945
في عام 1945، مع اقتراب نهاية ألمانيا النازية، رافق كمبكا هتلر إلى مستشارية الرايخ التي أصبحت في وقت لاحق قبو الفوهرر. بحلول ذلك الوقت، أشرف كمبكا على أسطول مكون من 40 مركبة و60 سائقًا وميكانيكيًا.  في 20 أبريل، قبل عشرة أيام من انتحار هتلر، تمنى لفترة قصيرة عيدا سعيدا للفوهرر وقضى حوالي 15 دقيقة معه.
كان كمبكا أحد المسؤولين عن حرق جثتي هتلر وإيفا براون بعد انتحارهما معًا بعد ظهر يوم 30 أبريل 1945.  اتصل أوتو غونش هاتفياً مع كمبكا وأمره بالحصول على أكبر قدر ممكن من البنزين وإحضاره إلى مخرج الطوارئ لقبو الفوهرر.  أحضر كيمبا ورجاله أكثر من ثمانية إلى عشرة علب للبنزين تابعة للجيش كانت تحتوي على ما يتراوح بين 180 و200 لتر من البنزين وأودعتهم في المكان الذي طُلب منهم القيام بذلك.   تم نقل جثتي هتلر وإيفا براون إلى أعلى الدرج وعبر مخبأ الطوارئ إلى الحديقة خلف مستشارية الرايخ، حيث تم إحراقها.  في وقت لاحق، جلب حراس قوات الأمن الخاصة علب إضافية من البنزين لحرق المزيد من الجثث. 
غادر كمبكا مجمع القبو في الليلة التالية من 1 مايو جنبا إلى جنب مع إس إس- هاوبتشافوهرر هاينريش دوس.  ذهبت مجموعته عبر أنفاق السكك الحديدية تحت الأرض ووصلت إلى محطة Friedrichstrasse.  في حوالي الساعة 2:00 صباحًا، اقتربت مجموعة أخرى من بينها مارتن بورمان ولودفيغ شتومبفيغر.  تبعت المجموعة دبابة النمر التي قادت المحاولة الأولى لاقتحام جسر Weidendammer، لكنها دمرت.  بورمان وستومبفيغر «قذفوا في الهواء» عندما أصيبت الدبابة. 
يتبع كمبكا وعدة أشخاص آخرين مسارات السكك الحديدية على أمل الوصول إلى محطة Lehrter. صادفوا بعض العمال الأجانب المختبئين في سقيفة حيث تخلص الألمان من زيهم الرسمي وتحوّلوا إلى لبس الملابس المدنية.   اكتشفتهم مجموعة من الجنود السوفيت. أخبرت فتاة يوغسلافية كانت قد منحته ملابس مدنية الجنود السوفييت أن كيمبكا هو زوجها. أصر الجنود على الانضمام إلى المجموعة وشرب الفودكا احتفالًا بالنصر. في وقت لاحق غادرت القوات السوفيتية المنطقة.  قادته الفتاة اليوغوسلافية عبر نقاط التفتيش السوفيتية وفي 30 مايو / أيار، وصل كيمكا إلى فيتنبرغ.  في ميونيخ، حصل على بعض أوراق الهوية الجديدة من فتاة ألمانية تم توظيفها من قبل الحلفاء كمترجم فوري. وتابع من هناك إلى بيرشتسجادن.  في 20 يونيو، تم أسر كيمكا من قبل القوات الأمريكية في بيرشتسجادن واحتُجز حتى 9 أكتوبر 1947.  وكان أول شاهد أسره الأمريكيون الذين تمكنوا من تأكيد وفاة هتلر. 

### الموثوقية التاريخية
على الرغم من الادعاءات التي وجهت له أثناء استجوابه، أقر كيمبا في وقت لاحق أنه عندما تواجد هتلر وإيفا براون في قبو الفوهرر للانتحار، لم يكن قريبًا؛ كان حاضرا بعد وقوع الحدث. بحلول ذلك الوقت، كانت جثث هتلر وبراون قد سحبت بالفعل من قبو الفوهرر. هناك، حصل كيمكا على جثة براون الميتة من مارتن بورمان وحملها من منتصف الطريق إلى أعلى الدرج قبل تسليمها إلى غونش، الذي حملها خارجًا من مخرج القبو ووضعها على أرض حديقة المستشارية بجوار جثة هتلر ليتم حرقها.  
على الرغم من الموثوقيته المشكوك فيها حول بعض النقاط،  تقتبس العديد من المقابلات مع كمبكا في رواياتهم عن انتحار هتلر بسبب لغته الملونة (والقاسية). على سبيل المثال، سرد أحد المقابلات، أودونيل، الاقتباسات التالية في كتابه، ذا بونكر :
- وأشار إلى الجنرال هيرمان فيجيلين بأنه أُعدم فيجلين من قِبل هتلر لمحاولته مغادرة برلين مع عشيقته.
- وأشار إلى أنه عندما كانت ماغدا جوبلز حول هتلر، يمكنك «سماع المبيضين تقرع» (قيل أن ماجدة جوبلز مرتبطة بهتلر نفسياً).
- عندما حمل مارتن بورمان جثة إيفا براون من مكتب الدراسة في المخبأ، أخذ كيمبا الجثة منه وأصر على حملها بنفسه، مشيرًا إلى أن بورمان كان يحمل براون «مثل كيس من البطاطا» (كان لدى بورمان وبراون علاقة متبادلة لم تعجبه).

في محاكمات نورمبرغ، تم استدعاء كيمبكا للشهادة فيما يتعلق بآخر مرة رأى فيها بورمان. وأشار فيما بعد إلى إيفا براون بأنها «المرأة التعيسة في ألمانيا». تم إطلاق سراحه في 9 أكتوبر 1947.

## ما بعد الحرب
احتفظ كمبكا بعلاقته مع Führerbegleitkommando من خلال حضور لم شمل أعضاء فيلق بانزر إس إس 1 حتى العام السابق لوفاته. توفي كيمبا في 24 يناير 1975، عن عمر يناهز 64 عامًا، في فرايبرغ أم نيكار. 
ظهرت مذكراته لأول مرة في عام 1951 تحت عنوان Ich habe Adolf Hitler verbrannt (أحرقت أدولف هتلر).
في المحاكمة العسكرية لعام 2008 لسائق أسامة بن لادن، سالم حمدان، دافع الدفاع عن براءته، مشيرًا إلى أن كمبكا لم يحاكم كمجرم حرب لكونه سائقًا لهتلر.

### اقتباسات
1. 1 2  Dienstaltersliste der Schutzstaffel der NSDAP, Stand vom 1. Dezember 1936 (بالألمانية), 1. Dezember 1936, OCLC:6792109, QID:Q63098423 {{استشهاد}}: تحقق من التاريخ في: |publication-date= (help)
2. 1 2 3 4 5 6  Felton 2014.
3. 1 2 3 4 5 6 7 8 9  Kempka 2010.
4. 1 2 3 4 5 6 7 8 9 10  Joachimsthaler 1999.
5. 1 2 3  Hoffmann 2000.
6. 1 2  Dietrich 2010.
7. ↑  Hamilton 1984.
8. 1 2 3  Kershaw 2008.
9. ↑  Beevor 2002.
10. ↑  Glaberson، William (6 أغسطس 2008). "Bin Laden's Former Driver Is Convicted in Split Verdict". Arthur Ochs Sulzberger, Jr. The New York Times. مؤرشف من الأصل في 2017-11-09. اطلع عليه بتاريخ 2015-07-05.